# Pouilly-sur-Meuse
Pour les articles homonymes, voir Pouilly.
Pouilly-sur-Meuse est une commune française située dans le département de la Meuse, en région Grand Est.

## Géographie

### Communes limitrophes
|                             | Mouzon (dans les Ardennes) | Autréville-Saint-Lambert |
| Létanne (dans les Ardennes) | Pouilly-sur-Meuse          | Inor                     |
|                             | Laneuville-sur-Meuse       | Luzy-Saint-Martin        |

### Hydrographie
La commune est dans le bassin versant de la Meuse au sein du bassin Rhin-Meuse. Elle est drainée par la Meuse, le canal de l'Est Branche-Nord, le ruisseau la Wame, le ruisseau de St-Remy et le ruisseau de Moulins,.
La Meuse, d'une longueur de 486 km, est un fleuve européen qui prend sa source en France, dans la commune du Châtelet-sur-Meuse, à 409 mètres d'altitude, et se jette dans la mer du Nord après un cours long d'approximativement 950 kilomètres traversant la France, la Belgique et les Pays-Bas.
Le canal de l'Est Branche-Nord, d'une longueur de 141 km, est un chenal et un cours d'eau naturel navigable qui relie Givet à Troussey, où il rejoint le canal de la Marne au Rhin.
Le ruisseau la Wame, d'une longueur de 10 km, prend sa source dans la commune de Belval-Bois-des-Dames et se jette  dans la Meuse à Létanne, après avoir traversé cinq communes.

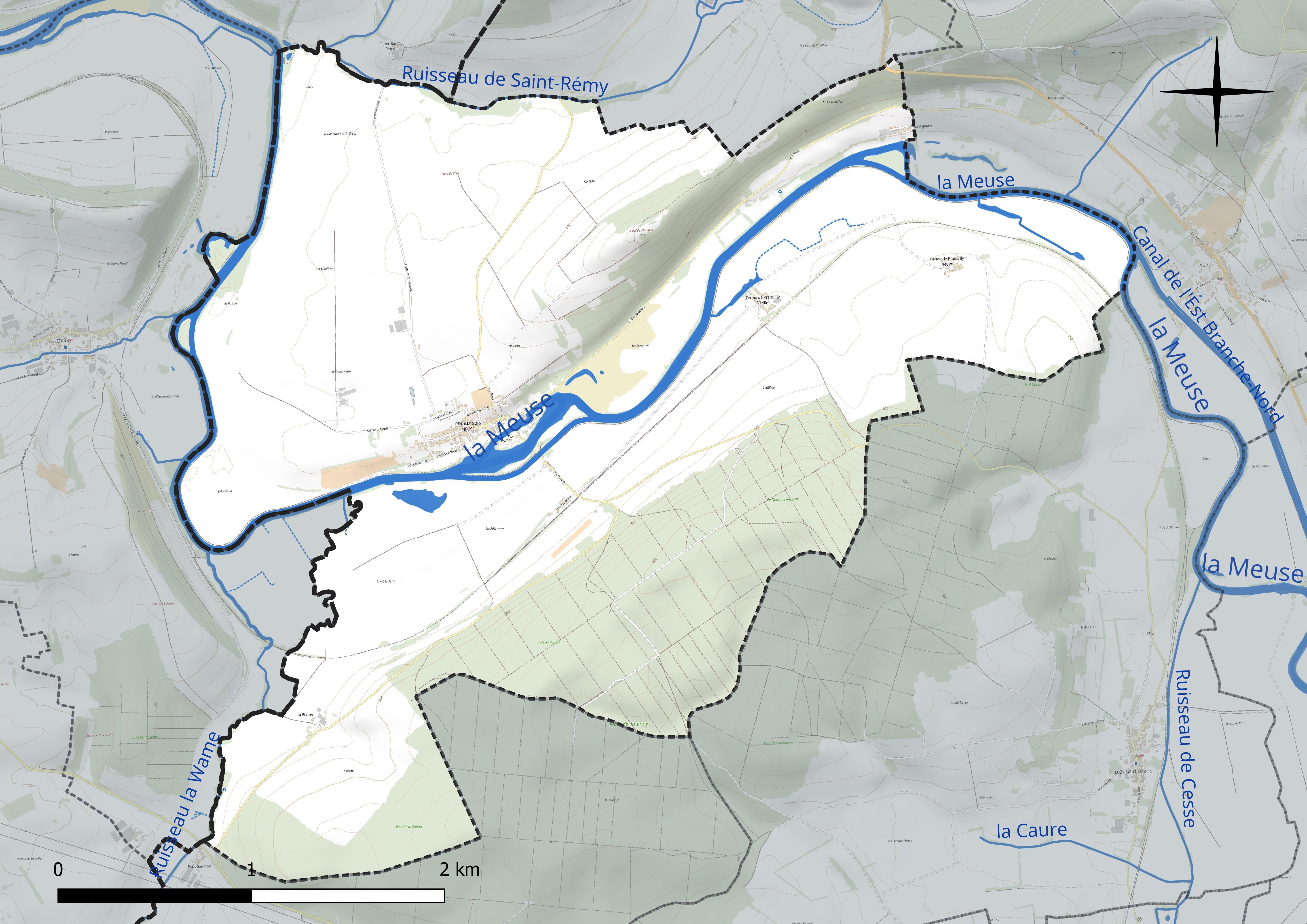
Réseau hydrographique de Pouilly-sur-Meuse.

### Climat
Pour des articles plus généraux, voir Climat du Grand Est et Climat de la Meuse.
En 2010, le climat de la commune est de type climat de montagne, selon une étude du Centre national de la recherche scientifique s'appuyant sur une série de données couvrant la période 1971-2000. En 2020, Météo-France publie une typologie des climats de la France métropolitaine dans laquelle la commune est exposée à un climat océanique altéré et est dans la région climatique  Lorraine, plateau de Langres, Morvan, caractérisée par un hiver rude (1,5 °C), des vents modérés et des brouillards fréquents en automne et hiver.
Pour la période 1971-2000, la température annuelle moyenne est de 9,7 °C, avec une amplitude thermique annuelle de 15,8 °C. Le cumul annuel moyen de précipitations est de 954 mm, avec 13,6 jours de précipitations en janvier et 9,6 jours en juillet. Pour la période 1991-2020, la température moyenne annuelle observée sur la station météorologique de Météo-France la plus proche, « Linay », sur la commune de Linay à 12 km à vol d'oiseau, est de 10,4 °C et le cumul annuel moyen de précipitations est de 969,0 mm. 
La température maximale relevée sur cette station est de 42 °C, atteinte le 25 juillet 2019 ; la température minimale est de −24 °C, atteinte le 9 janvier 1985,,.
Les paramètres climatiques de la commune ont été estimés pour le milieu du siècle (2041-2070) selon différents scénarios d'émission de gaz à effet de serre à partir des nouvelles projections climatiques de référence DRIAS-2020. Ils sont consultables sur un site dédié publié par Météo-France en novembre 2022.

## Urbanisme

### Typologie
Au 1er janvier 2024, Pouilly-sur-Meuse est catégorisée commune rurale à habitat dispersé, selon la nouvelle grille communale de densité à sept niveaux définie par l'Insee en 2022.
Elle est située hors unité urbaine et hors attraction des villes,.

### Occupation des sols
L'occupation des sols de la commune, telle qu'elle ressort de la base de données européenne d’occupation biophysique des sols Corine Land Cover (CLC), est marquée par l'importance des territoires agricoles (73,8 % en 2018), une proportion sensiblement équivalente à celle de 1990 (73,7 %). La répartition détaillée en 2018 est la suivante : 
terres arables (47,5 %), prairies (26,3 %), forêts (24,1 %), zones urbanisées (2,1 %). L'évolution de l’occupation des sols de la commune et de ses infrastructures peut être observée sur les différentes représentations cartographiques du territoire : la carte de Cassini (XVIIIe siècle), la carte d'état-major (1820-1866) et les cartes ou photos aériennes de l'IGN pour la période actuelle (1950 à aujourd'hui).

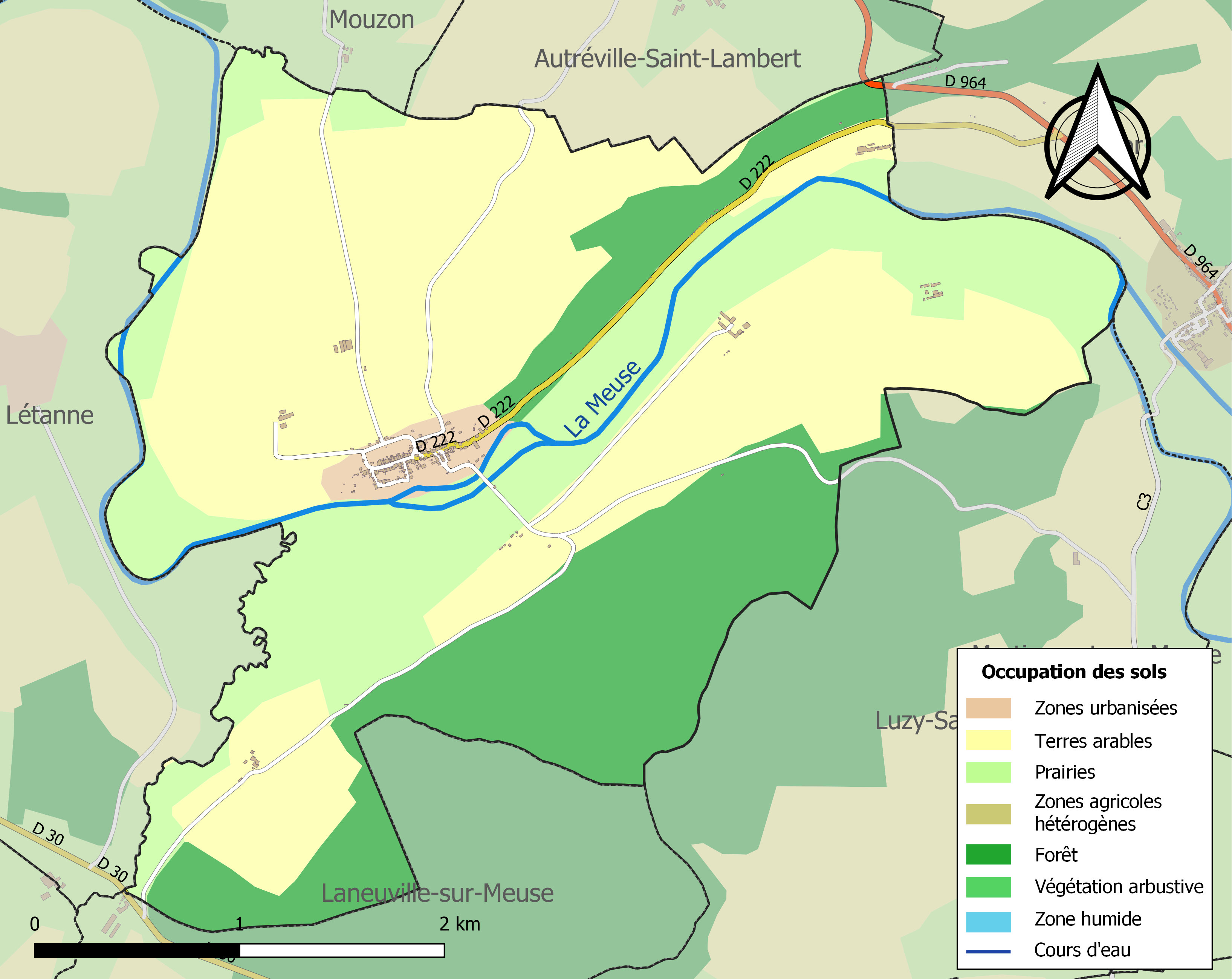
Carte des infrastructures et de l'occupation des sols de la commune en 2018 (CLC).

## Toponymie
Le nom de la localité est attesté sous les formes Polliacum (1045) ; Pouovily (1230) ; Paouilly, Paouvilly, Pauwilly (XIVe siècle) ; Pouilly (1419) ; Poulliez (1483) ; Pouvilliacum (XVIe siècle) ; Paoully (1538) ; Poüilly (1571) ; Pouvilly (1648) ; Pauilly (1700).

Du gaulois *pol, « marécage ».
La Meuse, Maas ; en wallon, Moûse ; en latin Mosa, qui traverse le territoire de la commune, est un fleuve européen qui prend sa source en France et se jette dans la mer du Nord après un cours traversant la France, la Belgique et les Pays-Bas. Elle prend sa source à 409 mètres d’altitude dans le village de Pouilly-en-Bassigny, dans la commune du Châtelet-sur-Meuse.

## Histoire
D'origine chevaleresque, il est admis que la famille de Pouilly, (Pouilly-sur-Meuse, France) a pour ancêtre commun  Aubertin V, dit le Vieux, mort en 1441, lui-même descendant de la famille d’Ardenne dont il  conserva les armes. Sa descendance se répartit en deux branches. L'aînée qui, après le mariage d’Henri (1454 – 1555) avec Jeanne de Grandpré, fit souche à Cornay (Champagne, France), la seconde, dite d'Inor (Lorraine, France) s'est largement développée sur la rive droite de la Meuse d'Inor à Louppy.
La branche aînée de Cornay vit sa terre élevée en baronnie par Louis XII en 1508 et ne cessa de servir la France par les armes, sous tous les régimes qui se sont succédé. Parmi les personnages marquants, on peut citer :
- Henri, combattant des guerres d'Italie avec Charles VIII et chambellan de François Ier,
- Louis II, compagnon de guerre d'Henri IV
- César, tué à Turckheim à la tête de la cavalerie de Turenne,
- Jean, gouverneur de Mézières (fait marquis de Lançon par Louis XIV).
- Plus récemment, Henri (1905 – 2002), général de corps d’armée, chef-d'état-major de la 1re DB de Belfort à Ulm en 1945, assuma ensuite des commandements en Indochine et en Algérie ; son fils Jean, jeune officier, a été tué en Algérie en 1957.

La branche cadette, marquée également par le métier des armes, est restée fidèle aux ducs de Lorraine ; elle compta en particulier sept gouverneurs de Stenay  dont le plus connu, Simon de Pouilly, occupa la charge de maréchal du Barrois et fut le proche conseiller du duc Charles IV. Cette branche donna naissance aux Mensdorff-Pouilly, émigrés à la Révolution, qui s’exilèrent dans le village de Mensdorff au Luxembourg, dont ils prirent le nom et exercèrent par la suite de hautes responsabilités dans l’empire austro-hongrois. Emanuel Comte de Mensdorff-Pouilly, général dans l'armée Autrichienne, se maria avec la princesse Sophie de Saxe-Cobourg-Saalfeld, sœur du roi Léopold Ier de Belgique, tante de la reine Victoria de Grand-Bretagne.

## Politique et administration
| Période                                  | Période  | Identité             | Étiquette | Qualité                                         |
| ---------------------------------------- | -------- | -------------------- | --------- | ----------------------------------------------- |
| Les données manquantes sont à compléter. |          |                      |           |                                                 |
| avant 1981                               | ?        | Jean Guichard        |           |                                                 |
| mars 2001                                | mai 2020 | Daniel Guichard      |           | Retraité Président de la Communauté de communes |
| mai 2020                                 | En cours | Dominique Tramecourt |           | Agriculteur                                     |

## Population et société

### Démographie

#### Évolution démographique
L'évolution du nombre d'habitants est connue à travers les recensements de la population effectués dans la commune depuis 1793. Pour les communes de moins de 10 000 habitants, une enquête de recensement portant sur toute la population est réalisée tous les cinq ans, les populations de référence des années intermédiaires étant quant à elles estimées par interpolation ou extrapolation. Pour la commune, le premier recensement exhaustif entrant dans le cadre du nouveau dispositif a été réalisé en 2005.

En 2022, la commune comptait 172 habitants, en évolution de −4,44 % par rapport à 2016 (Meuse : −4,4 %, France hors Mayotte : +2,11 %).
| 1793 | 1800 | 1806 | 1821 | 1831 | 1836 | 1841 | 1846 | 1851 |
| ---- | ---- | ---- | ---- | ---- | ---- | ---- | ---- | ---- |
| 543  | 585  | 616  | 595  | 777  | 768  | 800  | 738  | 657  |

| 1856 | 1861 | 1866 | 1872 | 1876 | 1881 | 1886 | 1891 | 1896 |
| ---- | ---- | ---- | ---- | ---- | ---- | ---- | ---- | ---- |
| 575  | 600  | 553  | 514  | 509  | 503  | 476  | 470  | 417  |

| 1901 | 1906 | 1911 | 1921 | 1926 | 1931 | 1936 | 1946 | 1954 |
| ---- | ---- | ---- | ---- | ---- | ---- | ---- | ---- | ---- |
| 411  | 390  | 316  | 310  | 284  | 251  | 261  | 218  | 232  |

| 1962 | 1968 | 1975 | 1982 | 1990 | 1999 | 2005 | 2006 | 2010 |
| ---- | ---- | ---- | ---- | ---- | ---- | ---- | ---- | ---- |
| 231  | 221  | 219  | 169  | 162  | 182  | 184  | 187  | 210  |

| 2015 | 2020 | 2022 | - | - | - | - | - | - |
| ---- | ---- | ---- | - | - | - | - | - | - |
| 183  | 171  | 172  | - | - | - | - | - | - |

#### Pyramide des âges
En 2018, le taux de personnes d'un âge inférieur à 30 ans s'élève à 33,3 %, soit au-dessus de la moyenne départementale (32,4 %). À l'inverse, le taux de personnes d'âge supérieur à 60 ans est de 33,3 % la même année, alors qu'il est de 29,6 % au niveau départemental.
En 2018, la commune comptait 91 hommes pour 85 femmes, soit un taux de 51,7 % d'hommes, largement supérieur au taux départemental (49,51 %).
Les pyramides des âges de la commune et du département s'établissent comme suit.
| Hommes | Classe d’âge | Femmes |
| ------ | ------------ | ------ |
| 2,3    | 90 ou +      | 0,0    |
| 5,7    | 75-89 ans    | 14,5   |
| 25,0   | 60-74 ans    | 19,3   |
| 15,9   | 45-59 ans    | 24,1   |
| 13,6   | 30-44 ans    | 13,3   |
| 15,9   | 15-29 ans    | 15,7   |
| 21,6   | 0-14 ans     | 13,3   |

| Hommes | Classe d’âge | Femmes |
| ------ | ------------ | ------ |
| 0,8    | 90 ou +      | 2,2    |
| 7,6    | 75-89 ans    | 11     |
| 20,2   | 60-74 ans    | 20,5   |
| 20,6   | 45-59 ans    | 20     |
| 17,4   | 30-44 ans    | 16,8   |
| 16,7   | 15-29 ans    | 13,6   |
| 16,8   | 0-14 ans     | 15,8   |

## Culture locale et patrimoine

### Lieux et monuments
- Le trésor de Pouilly-sur-Meuse : le 11 novembre 2006, des particuliers découvrent 31 pièces d'orfèvreries en argent datant des XVe et XVIe siècles, dont trois coupes, une aiguière, deux salières et quatre gobelets[26]. Ces pièces sont classées trésor national[27],[28] puis acquises et exposées au Musée lorrain de Nancy.
- L'église Saint-Martin XVIIIe siècle, reconstruite en 1951.
- La Grange monastique de Prouilly (ancienne) du XIIe siècle  Inscrit MH (1991)[29].

### Personnalités liées à la commune
- Jean-Baptiste Harmand dit de la Meuse, né le 10 novembre 1751 à Pouilly-sur-Meuse, mort le 24 février 1816 à Paris, homme politique, député de la Meuse pendant la Convention et le Directoire.
- Albert Baron de Pouilly et du Chauffour, comte de Roussy, seigneur de Mensdorff, de Lombut, de Messaincourt, etc.  Député de la noblesse aux Etâts généraux de 1789.
- Comte Emmanuel de Mensdorff-Pouilly (1777-1852), fils du précèdent, Général dans l'armée Autrichienne.
- Alexandre, comte de Mensdorff-Pouilly prince de Dietrichstein zu Nickolsburg (1813-1871), fils du précèdent, ministre des Affaires Etrangères de l'Empereur François-Joseph Ier. Ministre-président d'Autriche.
- Comte Albert de Mensdorff-Pouilly-Dietrichstein (1861-1945) fils du précèdent, ambassadeur d'Autriche en Grande-Bretagne. Il a joué un rôle diplomatique important pendant la Ière guerre mondiale.

### Héraldique
| Blason de Pouilly-sur-Meuse | Blason  | D'argent au lion d'azur, armé, lampassé et couronné d'or. |
| Blason de Pouilly-sur-Meuse | Détails | Pouilly a donné son nom à une maison originaire d'Allemagne, d'anciens comtes fort illustres qui portaient : d'argent au lion d'azur armé et lampassé de gueules. Et pour devise : Fortitudine et caritate. |